# Defensa Philidor
La defensa Philidor és una obertura d'escacs que es caracteritza pels moviments:
1.e4 e5
2.Cf3 d6
Rep el seu nom del famós escaquista del segle xviii François-André Danican Philidor, qui la va defensar com una alternativa a la més habitual 2...Cc6. La seva idea original consistia a lluitar posteriorment contra el centre blanc amb ...f7–f5.
Actualment, la defensa Philidor és reconeguda com a sòlida, tot i que passiva per les negres, i no és massa emprada al màxim nivell, llevat de com a alternativa a les molt analitzades obertures que poden sorgir després de la més normal 2...Cc6.
El Codi ECO per la defensa Philidor és el C41.
|  |

## Utilització
La Philidor fou l'obertura d'una de les partides més famoses de tots els temps, la partida de l'òpera, jugada el 1858 entre el mestre americà Paul Morphy i dos forts aficionats, el noble alemany Carles II de Brunswick i l'aristòcrata francès comte d'Isouard. La partida va continuar 3.d4 Ag4, que seria una desviació de les línies estàndard modernes.
A 2004, no hi ha jugadors d'elit que emprin la Philidor amb regularitat, tot i que Étienne Bacrot i Liviu-Dieter Nisipeanu hi han experimentat ocasionalment. De tota manera, la seva popularitat a nivell magistral, s'ha incrementat una mica els darrers vint anys.

## Línies amb 3.d4
Amb 3. d4 les blanques immediatament s'enfronten a la qüestió del centre. En aquesta posició, les negres tenen diverses opcions.

### 3...exd4
La resposta més comuna de les negres és 3... exd4 que alleugereix la tensió central, tot i que abandona el centre. Després de 4. Cxd4 Cf6 5. Cc3, les negres normalment continuen ...Ae7 i ...0-0 i aconsegueixen una forta posició defensiva.
En aquesta línia les negres poden també fianquetar el seu alfil a g7, tot i que això no és habitual. Bent Larsen ho va fer en algunes partides, inclosa una que acabà en taules contra Mikhaïl Tal el 1969.
En lloc de 4.Cxd4, les blanques també poden fer 4. Dxd4, com feia Paul Morphy, intentant 4... Cc6 5. Ab5 Ad7 6. Axc6 Axc6 7. Cc3 Cf6 8. Ag5 seguit de 0-0-0. Aquesta línia es va jugar en moltes partides del segle xix.

### Variant Hanham
|   | a | b | c | d | e | f | g | h |   |
| 8 | a8 negres torre · c8 negres alfil · d8 negres dama · f8 negres torre · g8 negres rei · a7 negres peó · b7 negres peó · d7 negres cavall · e7 negres alfil · f7 negres peó · g7 negres peó · h7 negres peó · c6 negres peó · d6 negres peó · f6 negres cavall · e5 negres peó · a4 blanques peó · c4 blanques alfil · d4 blanques peó · e4 blanques peó · c3 blanques cavall · f3 blanques cavall · b2 blanques peó · c2 blanques peó · f2 blanques peó · g2 blanques peó · h2 blanques peó · a1 blanques torre · c1 blanques alfil · d1 blanques dama · f1 blanques torre · g1 blanques rei | a8 negres torre · c8 negres alfil · d8 negres dama · f8 negres torre · g8 negres rei · a7 negres peó · b7 negres peó · d7 negres cavall · e7 negres alfil · f7 negres peó · g7 negres peó · h7 negres peó · c6 negres peó · d6 negres peó · f6 negres cavall · e5 negres peó · a4 blanques peó · c4 blanques alfil · d4 blanques peó · e4 blanques peó · c3 blanques cavall · f3 blanques cavall · b2 blanques peó · c2 blanques peó · f2 blanques peó · g2 blanques peó · h2 blanques peó · a1 blanques torre · c1 blanques alfil · d1 blanques dama · f1 blanques torre · g1 blanques rei | a8 negres torre · c8 negres alfil · d8 negres dama · f8 negres torre · g8 negres rei · a7 negres peó · b7 negres peó · d7 negres cavall · e7 negres alfil · f7 negres peó · g7 negres peó · h7 negres peó · c6 negres peó · d6 negres peó · f6 negres cavall · e5 negres peó · a4 blanques peó · c4 blanques alfil · d4 blanques peó · e4 blanques peó · c3 blanques cavall · f3 blanques cavall · b2 blanques peó · c2 blanques peó · f2 blanques peó · g2 blanques peó · h2 blanques peó · a1 blanques torre · c1 blanques alfil · d1 blanques dama · f1 blanques torre · g1 blanques rei | a8 negres torre · c8 negres alfil · d8 negres dama · f8 negres torre · g8 negres rei · a7 negres peó · b7 negres peó · d7 negres cavall · e7 negres alfil · f7 negres peó · g7 negres peó · h7 negres peó · c6 negres peó · d6 negres peó · f6 negres cavall · e5 negres peó · a4 blanques peó · c4 blanques alfil · d4 blanques peó · e4 blanques peó · c3 blanques cavall · f3 blanques cavall · b2 blanques peó · c2 blanques peó · f2 blanques peó · g2 blanques peó · h2 blanques peó · a1 blanques torre · c1 blanques alfil · d1 blanques dama · f1 blanques torre · g1 blanques rei | a8 negres torre · c8 negres alfil · d8 negres dama · f8 negres torre · g8 negres rei · a7 negres peó · b7 negres peó · d7 negres cavall · e7 negres alfil · f7 negres peó · g7 negres peó · h7 negres peó · c6 negres peó · d6 negres peó · f6 negres cavall · e5 negres peó · a4 blanques peó · c4 blanques alfil · d4 blanques peó · e4 blanques peó · c3 blanques cavall · f3 blanques cavall · b2 blanques peó · c2 blanques peó · f2 blanques peó · g2 blanques peó · h2 blanques peó · a1 blanques torre · c1 blanques alfil · d1 blanques dama · f1 blanques torre · g1 blanques rei | a8 negres torre · c8 negres alfil · d8 negres dama · f8 negres torre · g8 negres rei · a7 negres peó · b7 negres peó · d7 negres cavall · e7 negres alfil · f7 negres peó · g7 negres peó · h7 negres peó · c6 negres peó · d6 negres peó · f6 negres cavall · e5 negres peó · a4 blanques peó · c4 blanques alfil · d4 blanques peó · e4 blanques peó · c3 blanques cavall · f3 blanques cavall · b2 blanques peó · c2 blanques peó · f2 blanques peó · g2 blanques peó · h2 blanques peó · a1 blanques torre · c1 blanques alfil · d1 blanques dama · f1 blanques torre · g1 blanques rei | a8 negres torre · c8 negres alfil · d8 negres dama · f8 negres torre · g8 negres rei · a7 negres peó · b7 negres peó · d7 negres cavall · e7 negres alfil · f7 negres peó · g7 negres peó · h7 negres peó · c6 negres peó · d6 negres peó · f6 negres cavall · e5 negres peó · a4 blanques peó · c4 blanques alfil · d4 blanques peó · e4 blanques peó · c3 blanques cavall · f3 blanques cavall · b2 blanques peó · c2 blanques peó · f2 blanques peó · g2 blanques peó · h2 blanques peó · a1 blanques torre · c1 blanques alfil · d1 blanques dama · f1 blanques torre · g1 blanques rei | a8 negres torre · c8 negres alfil · d8 negres dama · f8 negres torre · g8 negres rei · a7 negres peó · b7 negres peó · d7 negres cavall · e7 negres alfil · f7 negres peó · g7 negres peó · h7 negres peó · c6 negres peó · d6 negres peó · f6 negres cavall · e5 negres peó · a4 blanques peó · c4 blanques alfil · d4 blanques peó · e4 blanques peó · c3 blanques cavall · f3 blanques cavall · b2 blanques peó · c2 blanques peó · f2 blanques peó · g2 blanques peó · h2 blanques peó · a1 blanques torre · c1 blanques alfil · d1 blanques dama · f1 blanques torre · g1 blanques rei | 8 |
| 7 | a8 negres torre · c8 negres alfil · d8 negres dama · f8 negres torre · g8 negres rei · a7 negres peó · b7 negres peó · d7 negres cavall · e7 negres alfil · f7 negres peó · g7 negres peó · h7 negres peó · c6 negres peó · d6 negres peó · f6 negres cavall · e5 negres peó · a4 blanques peó · c4 blanques alfil · d4 blanques peó · e4 blanques peó · c3 blanques cavall · f3 blanques cavall · b2 blanques peó · c2 blanques peó · f2 blanques peó · g2 blanques peó · h2 blanques peó · a1 blanques torre · c1 blanques alfil · d1 blanques dama · f1 blanques torre · g1 blanques rei | a8 negres torre · c8 negres alfil · d8 negres dama · f8 negres torre · g8 negres rei · a7 negres peó · b7 negres peó · d7 negres cavall · e7 negres alfil · f7 negres peó · g7 negres peó · h7 negres peó · c6 negres peó · d6 negres peó · f6 negres cavall · e5 negres peó · a4 blanques peó · c4 blanques alfil · d4 blanques peó · e4 blanques peó · c3 blanques cavall · f3 blanques cavall · b2 blanques peó · c2 blanques peó · f2 blanques peó · g2 blanques peó · h2 blanques peó · a1 blanques torre · c1 blanques alfil · d1 blanques dama · f1 blanques torre · g1 blanques rei | a8 negres torre · c8 negres alfil · d8 negres dama · f8 negres torre · g8 negres rei · a7 negres peó · b7 negres peó · d7 negres cavall · e7 negres alfil · f7 negres peó · g7 negres peó · h7 negres peó · c6 negres peó · d6 negres peó · f6 negres cavall · e5 negres peó · a4 blanques peó · c4 blanques alfil · d4 blanques peó · e4 blanques peó · c3 blanques cavall · f3 blanques cavall · b2 blanques peó · c2 blanques peó · f2 blanques peó · g2 blanques peó · h2 blanques peó · a1 blanques torre · c1 blanques alfil · d1 blanques dama · f1 blanques torre · g1 blanques rei | a8 negres torre · c8 negres alfil · d8 negres dama · f8 negres torre · g8 negres rei · a7 negres peó · b7 negres peó · d7 negres cavall · e7 negres alfil · f7 negres peó · g7 negres peó · h7 negres peó · c6 negres peó · d6 negres peó · f6 negres cavall · e5 negres peó · a4 blanques peó · c4 blanques alfil · d4 blanques peó · e4 blanques peó · c3 blanques cavall · f3 blanques cavall · b2 blanques peó · c2 blanques peó · f2 blanques peó · g2 blanques peó · h2 blanques peó · a1 blanques torre · c1 blanques alfil · d1 blanques dama · f1 blanques torre · g1 blanques rei | a8 negres torre · c8 negres alfil · d8 negres dama · f8 negres torre · g8 negres rei · a7 negres peó · b7 negres peó · d7 negres cavall · e7 negres alfil · f7 negres peó · g7 negres peó · h7 negres peó · c6 negres peó · d6 negres peó · f6 negres cavall · e5 negres peó · a4 blanques peó · c4 blanques alfil · d4 blanques peó · e4 blanques peó · c3 blanques cavall · f3 blanques cavall · b2 blanques peó · c2 blanques peó · f2 blanques peó · g2 blanques peó · h2 blanques peó · a1 blanques torre · c1 blanques alfil · d1 blanques dama · f1 blanques torre · g1 blanques rei | a8 negres torre · c8 negres alfil · d8 negres dama · f8 negres torre · g8 negres rei · a7 negres peó · b7 negres peó · d7 negres cavall · e7 negres alfil · f7 negres peó · g7 negres peó · h7 negres peó · c6 negres peó · d6 negres peó · f6 negres cavall · e5 negres peó · a4 blanques peó · c4 blanques alfil · d4 blanques peó · e4 blanques peó · c3 blanques cavall · f3 blanques cavall · b2 blanques peó · c2 blanques peó · f2 blanques peó · g2 blanques peó · h2 blanques peó · a1 blanques torre · c1 blanques alfil · d1 blanques dama · f1 blanques torre · g1 blanques rei | a8 negres torre · c8 negres alfil · d8 negres dama · f8 negres torre · g8 negres rei · a7 negres peó · b7 negres peó · d7 negres cavall · e7 negres alfil · f7 negres peó · g7 negres peó · h7 negres peó · c6 negres peó · d6 negres peó · f6 negres cavall · e5 negres peó · a4 blanques peó · c4 blanques alfil · d4 blanques peó · e4 blanques peó · c3 blanques cavall · f3 blanques cavall · b2 blanques peó · c2 blanques peó · f2 blanques peó · g2 blanques peó · h2 blanques peó · a1 blanques torre · c1 blanques alfil · d1 blanques dama · f1 blanques torre · g1 blanques rei | a8 negres torre · c8 negres alfil · d8 negres dama · f8 negres torre · g8 negres rei · a7 negres peó · b7 negres peó · d7 negres cavall · e7 negres alfil · f7 negres peó · g7 negres peó · h7 negres peó · c6 negres peó · d6 negres peó · f6 negres cavall · e5 negres peó · a4 blanques peó · c4 blanques alfil · d4 blanques peó · e4 blanques peó · c3 blanques cavall · f3 blanques cavall · b2 blanques peó · c2 blanques peó · f2 blanques peó · g2 blanques peó · h2 blanques peó · a1 blanques torre · c1 blanques alfil · d1 blanques dama · f1 blanques torre · g1 blanques rei | 7 |
| 6 | a8 negres torre · c8 negres alfil · d8 negres dama · f8 negres torre · g8 negres rei · a7 negres peó · b7 negres peó · d7 negres cavall · e7 negres alfil · f7 negres peó · g7 negres peó · h7 negres peó · c6 negres peó · d6 negres peó · f6 negres cavall · e5 negres peó · a4 blanques peó · c4 blanques alfil · d4 blanques peó · e4 blanques peó · c3 blanques cavall · f3 blanques cavall · b2 blanques peó · c2 blanques peó · f2 blanques peó · g2 blanques peó · h2 blanques peó · a1 blanques torre · c1 blanques alfil · d1 blanques dama · f1 blanques torre · g1 blanques rei | a8 negres torre · c8 negres alfil · d8 negres dama · f8 negres torre · g8 negres rei · a7 negres peó · b7 negres peó · d7 negres cavall · e7 negres alfil · f7 negres peó · g7 negres peó · h7 negres peó · c6 negres peó · d6 negres peó · f6 negres cavall · e5 negres peó · a4 blanques peó · c4 blanques alfil · d4 blanques peó · e4 blanques peó · c3 blanques cavall · f3 blanques cavall · b2 blanques peó · c2 blanques peó · f2 blanques peó · g2 blanques peó · h2 blanques peó · a1 blanques torre · c1 blanques alfil · d1 blanques dama · f1 blanques torre · g1 blanques rei | a8 negres torre · c8 negres alfil · d8 negres dama · f8 negres torre · g8 negres rei · a7 negres peó · b7 negres peó · d7 negres cavall · e7 negres alfil · f7 negres peó · g7 negres peó · h7 negres peó · c6 negres peó · d6 negres peó · f6 negres cavall · e5 negres peó · a4 blanques peó · c4 blanques alfil · d4 blanques peó · e4 blanques peó · c3 blanques cavall · f3 blanques cavall · b2 blanques peó · c2 blanques peó · f2 blanques peó · g2 blanques peó · h2 blanques peó · a1 blanques torre · c1 blanques alfil · d1 blanques dama · f1 blanques torre · g1 blanques rei | a8 negres torre · c8 negres alfil · d8 negres dama · f8 negres torre · g8 negres rei · a7 negres peó · b7 negres peó · d7 negres cavall · e7 negres alfil · f7 negres peó · g7 negres peó · h7 negres peó · c6 negres peó · d6 negres peó · f6 negres cavall · e5 negres peó · a4 blanques peó · c4 blanques alfil · d4 blanques peó · e4 blanques peó · c3 blanques cavall · f3 blanques cavall · b2 blanques peó · c2 blanques peó · f2 blanques peó · g2 blanques peó · h2 blanques peó · a1 blanques torre · c1 blanques alfil · d1 blanques dama · f1 blanques torre · g1 blanques rei | a8 negres torre · c8 negres alfil · d8 negres dama · f8 negres torre · g8 negres rei · a7 negres peó · b7 negres peó · d7 negres cavall · e7 negres alfil · f7 negres peó · g7 negres peó · h7 negres peó · c6 negres peó · d6 negres peó · f6 negres cavall · e5 negres peó · a4 blanques peó · c4 blanques alfil · d4 blanques peó · e4 blanques peó · c3 blanques cavall · f3 blanques cavall · b2 blanques peó · c2 blanques peó · f2 blanques peó · g2 blanques peó · h2 blanques peó · a1 blanques torre · c1 blanques alfil · d1 blanques dama · f1 blanques torre · g1 blanques rei | a8 negres torre · c8 negres alfil · d8 negres dama · f8 negres torre · g8 negres rei · a7 negres peó · b7 negres peó · d7 negres cavall · e7 negres alfil · f7 negres peó · g7 negres peó · h7 negres peó · c6 negres peó · d6 negres peó · f6 negres cavall · e5 negres peó · a4 blanques peó · c4 blanques alfil · d4 blanques peó · e4 blanques peó · c3 blanques cavall · f3 blanques cavall · b2 blanques peó · c2 blanques peó · f2 blanques peó · g2 blanques peó · h2 blanques peó · a1 blanques torre · c1 blanques alfil · d1 blanques dama · f1 blanques torre · g1 blanques rei | a8 negres torre · c8 negres alfil · d8 negres dama · f8 negres torre · g8 negres rei · a7 negres peó · b7 negres peó · d7 negres cavall · e7 negres alfil · f7 negres peó · g7 negres peó · h7 negres peó · c6 negres peó · d6 negres peó · f6 negres cavall · e5 negres peó · a4 blanques peó · c4 blanques alfil · d4 blanques peó · e4 blanques peó · c3 blanques cavall · f3 blanques cavall · b2 blanques peó · c2 blanques peó · f2 blanques peó · g2 blanques peó · h2 blanques peó · a1 blanques torre · c1 blanques alfil · d1 blanques dama · f1 blanques torre · g1 blanques rei | a8 negres torre · c8 negres alfil · d8 negres dama · f8 negres torre · g8 negres rei · a7 negres peó · b7 negres peó · d7 negres cavall · e7 negres alfil · f7 negres peó · g7 negres peó · h7 negres peó · c6 negres peó · d6 negres peó · f6 negres cavall · e5 negres peó · a4 blanques peó · c4 blanques alfil · d4 blanques peó · e4 blanques peó · c3 blanques cavall · f3 blanques cavall · b2 blanques peó · c2 blanques peó · f2 blanques peó · g2 blanques peó · h2 blanques peó · a1 blanques torre · c1 blanques alfil · d1 blanques dama · f1 blanques torre · g1 blanques rei | 6 |
| 5 | a8 negres torre · c8 negres alfil · d8 negres dama · f8 negres torre · g8 negres rei · a7 negres peó · b7 negres peó · d7 negres cavall · e7 negres alfil · f7 negres peó · g7 negres peó · h7 negres peó · c6 negres peó · d6 negres peó · f6 negres cavall · e5 negres peó · a4 blanques peó · c4 blanques alfil · d4 blanques peó · e4 blanques peó · c3 blanques cavall · f3 blanques cavall · b2 blanques peó · c2 blanques peó · f2 blanques peó · g2 blanques peó · h2 blanques peó · a1 blanques torre · c1 blanques alfil · d1 blanques dama · f1 blanques torre · g1 blanques rei | a8 negres torre · c8 negres alfil · d8 negres dama · f8 negres torre · g8 negres rei · a7 negres peó · b7 negres peó · d7 negres cavall · e7 negres alfil · f7 negres peó · g7 negres peó · h7 negres peó · c6 negres peó · d6 negres peó · f6 negres cavall · e5 negres peó · a4 blanques peó · c4 blanques alfil · d4 blanques peó · e4 blanques peó · c3 blanques cavall · f3 blanques cavall · b2 blanques peó · c2 blanques peó · f2 blanques peó · g2 blanques peó · h2 blanques peó · a1 blanques torre · c1 blanques alfil · d1 blanques dama · f1 blanques torre · g1 blanques rei | a8 negres torre · c8 negres alfil · d8 negres dama · f8 negres torre · g8 negres rei · a7 negres peó · b7 negres peó · d7 negres cavall · e7 negres alfil · f7 negres peó · g7 negres peó · h7 negres peó · c6 negres peó · d6 negres peó · f6 negres cavall · e5 negres peó · a4 blanques peó · c4 blanques alfil · d4 blanques peó · e4 blanques peó · c3 blanques cavall · f3 blanques cavall · b2 blanques peó · c2 blanques peó · f2 blanques peó · g2 blanques peó · h2 blanques peó · a1 blanques torre · c1 blanques alfil · d1 blanques dama · f1 blanques torre · g1 blanques rei | a8 negres torre · c8 negres alfil · d8 negres dama · f8 negres torre · g8 negres rei · a7 negres peó · b7 negres peó · d7 negres cavall · e7 negres alfil · f7 negres peó · g7 negres peó · h7 negres peó · c6 negres peó · d6 negres peó · f6 negres cavall · e5 negres peó · a4 blanques peó · c4 blanques alfil · d4 blanques peó · e4 blanques peó · c3 blanques cavall · f3 blanques cavall · b2 blanques peó · c2 blanques peó · f2 blanques peó · g2 blanques peó · h2 blanques peó · a1 blanques torre · c1 blanques alfil · d1 blanques dama · f1 blanques torre · g1 blanques rei | a8 negres torre · c8 negres alfil · d8 negres dama · f8 negres torre · g8 negres rei · a7 negres peó · b7 negres peó · d7 negres cavall · e7 negres alfil · f7 negres peó · g7 negres peó · h7 negres peó · c6 negres peó · d6 negres peó · f6 negres cavall · e5 negres peó · a4 blanques peó · c4 blanques alfil · d4 blanques peó · e4 blanques peó · c3 blanques cavall · f3 blanques cavall · b2 blanques peó · c2 blanques peó · f2 blanques peó · g2 blanques peó · h2 blanques peó · a1 blanques torre · c1 blanques alfil · d1 blanques dama · f1 blanques torre · g1 blanques rei | a8 negres torre · c8 negres alfil · d8 negres dama · f8 negres torre · g8 negres rei · a7 negres peó · b7 negres peó · d7 negres cavall · e7 negres alfil · f7 negres peó · g7 negres peó · h7 negres peó · c6 negres peó · d6 negres peó · f6 negres cavall · e5 negres peó · a4 blanques peó · c4 blanques alfil · d4 blanques peó · e4 blanques peó · c3 blanques cavall · f3 blanques cavall · b2 blanques peó · c2 blanques peó · f2 blanques peó · g2 blanques peó · h2 blanques peó · a1 blanques torre · c1 blanques alfil · d1 blanques dama · f1 blanques torre · g1 blanques rei | a8 negres torre · c8 negres alfil · d8 negres dama · f8 negres torre · g8 negres rei · a7 negres peó · b7 negres peó · d7 negres cavall · e7 negres alfil · f7 negres peó · g7 negres peó · h7 negres peó · c6 negres peó · d6 negres peó · f6 negres cavall · e5 negres peó · a4 blanques peó · c4 blanques alfil · d4 blanques peó · e4 blanques peó · c3 blanques cavall · f3 blanques cavall · b2 blanques peó · c2 blanques peó · f2 blanques peó · g2 blanques peó · h2 blanques peó · a1 blanques torre · c1 blanques alfil · d1 blanques dama · f1 blanques torre · g1 blanques rei | a8 negres torre · c8 negres alfil · d8 negres dama · f8 negres torre · g8 negres rei · a7 negres peó · b7 negres peó · d7 negres cavall · e7 negres alfil · f7 negres peó · g7 negres peó · h7 negres peó · c6 negres peó · d6 negres peó · f6 negres cavall · e5 negres peó · a4 blanques peó · c4 blanques alfil · d4 blanques peó · e4 blanques peó · c3 blanques cavall · f3 blanques cavall · b2 blanques peó · c2 blanques peó · f2 blanques peó · g2 blanques peó · h2 blanques peó · a1 blanques torre · c1 blanques alfil · d1 blanques dama · f1 blanques torre · g1 blanques rei | 5 |
| 4 | a8 negres torre · c8 negres alfil · d8 negres dama · f8 negres torre · g8 negres rei · a7 negres peó · b7 negres peó · d7 negres cavall · e7 negres alfil · f7 negres peó · g7 negres peó · h7 negres peó · c6 negres peó · d6 negres peó · f6 negres cavall · e5 negres peó · a4 blanques peó · c4 blanques alfil · d4 blanques peó · e4 blanques peó · c3 blanques cavall · f3 blanques cavall · b2 blanques peó · c2 blanques peó · f2 blanques peó · g2 blanques peó · h2 blanques peó · a1 blanques torre · c1 blanques alfil · d1 blanques dama · f1 blanques torre · g1 blanques rei | a8 negres torre · c8 negres alfil · d8 negres dama · f8 negres torre · g8 negres rei · a7 negres peó · b7 negres peó · d7 negres cavall · e7 negres alfil · f7 negres peó · g7 negres peó · h7 negres peó · c6 negres peó · d6 negres peó · f6 negres cavall · e5 negres peó · a4 blanques peó · c4 blanques alfil · d4 blanques peó · e4 blanques peó · c3 blanques cavall · f3 blanques cavall · b2 blanques peó · c2 blanques peó · f2 blanques peó · g2 blanques peó · h2 blanques peó · a1 blanques torre · c1 blanques alfil · d1 blanques dama · f1 blanques torre · g1 blanques rei | a8 negres torre · c8 negres alfil · d8 negres dama · f8 negres torre · g8 negres rei · a7 negres peó · b7 negres peó · d7 negres cavall · e7 negres alfil · f7 negres peó · g7 negres peó · h7 negres peó · c6 negres peó · d6 negres peó · f6 negres cavall · e5 negres peó · a4 blanques peó · c4 blanques alfil · d4 blanques peó · e4 blanques peó · c3 blanques cavall · f3 blanques cavall · b2 blanques peó · c2 blanques peó · f2 blanques peó · g2 blanques peó · h2 blanques peó · a1 blanques torre · c1 blanques alfil · d1 blanques dama · f1 blanques torre · g1 blanques rei | a8 negres torre · c8 negres alfil · d8 negres dama · f8 negres torre · g8 negres rei · a7 negres peó · b7 negres peó · d7 negres cavall · e7 negres alfil · f7 negres peó · g7 negres peó · h7 negres peó · c6 negres peó · d6 negres peó · f6 negres cavall · e5 negres peó · a4 blanques peó · c4 blanques alfil · d4 blanques peó · e4 blanques peó · c3 blanques cavall · f3 blanques cavall · b2 blanques peó · c2 blanques peó · f2 blanques peó · g2 blanques peó · h2 blanques peó · a1 blanques torre · c1 blanques alfil · d1 blanques dama · f1 blanques torre · g1 blanques rei | a8 negres torre · c8 negres alfil · d8 negres dama · f8 negres torre · g8 negres rei · a7 negres peó · b7 negres peó · d7 negres cavall · e7 negres alfil · f7 negres peó · g7 negres peó · h7 negres peó · c6 negres peó · d6 negres peó · f6 negres cavall · e5 negres peó · a4 blanques peó · c4 blanques alfil · d4 blanques peó · e4 blanques peó · c3 blanques cavall · f3 blanques cavall · b2 blanques peó · c2 blanques peó · f2 blanques peó · g2 blanques peó · h2 blanques peó · a1 blanques torre · c1 blanques alfil · d1 blanques dama · f1 blanques torre · g1 blanques rei | a8 negres torre · c8 negres alfil · d8 negres dama · f8 negres torre · g8 negres rei · a7 negres peó · b7 negres peó · d7 negres cavall · e7 negres alfil · f7 negres peó · g7 negres peó · h7 negres peó · c6 negres peó · d6 negres peó · f6 negres cavall · e5 negres peó · a4 blanques peó · c4 blanques alfil · d4 blanques peó · e4 blanques peó · c3 blanques cavall · f3 blanques cavall · b2 blanques peó · c2 blanques peó · f2 blanques peó · g2 blanques peó · h2 blanques peó · a1 blanques torre · c1 blanques alfil · d1 blanques dama · f1 blanques torre · g1 blanques rei | a8 negres torre · c8 negres alfil · d8 negres dama · f8 negres torre · g8 negres rei · a7 negres peó · b7 negres peó · d7 negres cavall · e7 negres alfil · f7 negres peó · g7 negres peó · h7 negres peó · c6 negres peó · d6 negres peó · f6 negres cavall · e5 negres peó · a4 blanques peó · c4 blanques alfil · d4 blanques peó · e4 blanques peó · c3 blanques cavall · f3 blanques cavall · b2 blanques peó · c2 blanques peó · f2 blanques peó · g2 blanques peó · h2 blanques peó · a1 blanques torre · c1 blanques alfil · d1 blanques dama · f1 blanques torre · g1 blanques rei | a8 negres torre · c8 negres alfil · d8 negres dama · f8 negres torre · g8 negres rei · a7 negres peó · b7 negres peó · d7 negres cavall · e7 negres alfil · f7 negres peó · g7 negres peó · h7 negres peó · c6 negres peó · d6 negres peó · f6 negres cavall · e5 negres peó · a4 blanques peó · c4 blanques alfil · d4 blanques peó · e4 blanques peó · c3 blanques cavall · f3 blanques cavall · b2 blanques peó · c2 blanques peó · f2 blanques peó · g2 blanques peó · h2 blanques peó · a1 blanques torre · c1 blanques alfil · d1 blanques dama · f1 blanques torre · g1 blanques rei | 4 |
| 3 | a8 negres torre · c8 negres alfil · d8 negres dama · f8 negres torre · g8 negres rei · a7 negres peó · b7 negres peó · d7 negres cavall · e7 negres alfil · f7 negres peó · g7 negres peó · h7 negres peó · c6 negres peó · d6 negres peó · f6 negres cavall · e5 negres peó · a4 blanques peó · c4 blanques alfil · d4 blanques peó · e4 blanques peó · c3 blanques cavall · f3 blanques cavall · b2 blanques peó · c2 blanques peó · f2 blanques peó · g2 blanques peó · h2 blanques peó · a1 blanques torre · c1 blanques alfil · d1 blanques dama · f1 blanques torre · g1 blanques rei | a8 negres torre · c8 negres alfil · d8 negres dama · f8 negres torre · g8 negres rei · a7 negres peó · b7 negres peó · d7 negres cavall · e7 negres alfil · f7 negres peó · g7 negres peó · h7 negres peó · c6 negres peó · d6 negres peó · f6 negres cavall · e5 negres peó · a4 blanques peó · c4 blanques alfil · d4 blanques peó · e4 blanques peó · c3 blanques cavall · f3 blanques cavall · b2 blanques peó · c2 blanques peó · f2 blanques peó · g2 blanques peó · h2 blanques peó · a1 blanques torre · c1 blanques alfil · d1 blanques dama · f1 blanques torre · g1 blanques rei | a8 negres torre · c8 negres alfil · d8 negres dama · f8 negres torre · g8 negres rei · a7 negres peó · b7 negres peó · d7 negres cavall · e7 negres alfil · f7 negres peó · g7 negres peó · h7 negres peó · c6 negres peó · d6 negres peó · f6 negres cavall · e5 negres peó · a4 blanques peó · c4 blanques alfil · d4 blanques peó · e4 blanques peó · c3 blanques cavall · f3 blanques cavall · b2 blanques peó · c2 blanques peó · f2 blanques peó · g2 blanques peó · h2 blanques peó · a1 blanques torre · c1 blanques alfil · d1 blanques dama · f1 blanques torre · g1 blanques rei | a8 negres torre · c8 negres alfil · d8 negres dama · f8 negres torre · g8 negres rei · a7 negres peó · b7 negres peó · d7 negres cavall · e7 negres alfil · f7 negres peó · g7 negres peó · h7 negres peó · c6 negres peó · d6 negres peó · f6 negres cavall · e5 negres peó · a4 blanques peó · c4 blanques alfil · d4 blanques peó · e4 blanques peó · c3 blanques cavall · f3 blanques cavall · b2 blanques peó · c2 blanques peó · f2 blanques peó · g2 blanques peó · h2 blanques peó · a1 blanques torre · c1 blanques alfil · d1 blanques dama · f1 blanques torre · g1 blanques rei | a8 negres torre · c8 negres alfil · d8 negres dama · f8 negres torre · g8 negres rei · a7 negres peó · b7 negres peó · d7 negres cavall · e7 negres alfil · f7 negres peó · g7 negres peó · h7 negres peó · c6 negres peó · d6 negres peó · f6 negres cavall · e5 negres peó · a4 blanques peó · c4 blanques alfil · d4 blanques peó · e4 blanques peó · c3 blanques cavall · f3 blanques cavall · b2 blanques peó · c2 blanques peó · f2 blanques peó · g2 blanques peó · h2 blanques peó · a1 blanques torre · c1 blanques alfil · d1 blanques dama · f1 blanques torre · g1 blanques rei | a8 negres torre · c8 negres alfil · d8 negres dama · f8 negres torre · g8 negres rei · a7 negres peó · b7 negres peó · d7 negres cavall · e7 negres alfil · f7 negres peó · g7 negres peó · h7 negres peó · c6 negres peó · d6 negres peó · f6 negres cavall · e5 negres peó · a4 blanques peó · c4 blanques alfil · d4 blanques peó · e4 blanques peó · c3 blanques cavall · f3 blanques cavall · b2 blanques peó · c2 blanques peó · f2 blanques peó · g2 blanques peó · h2 blanques peó · a1 blanques torre · c1 blanques alfil · d1 blanques dama · f1 blanques torre · g1 blanques rei | a8 negres torre · c8 negres alfil · d8 negres dama · f8 negres torre · g8 negres rei · a7 negres peó · b7 negres peó · d7 negres cavall · e7 negres alfil · f7 negres peó · g7 negres peó · h7 negres peó · c6 negres peó · d6 negres peó · f6 negres cavall · e5 negres peó · a4 blanques peó · c4 blanques alfil · d4 blanques peó · e4 blanques peó · c3 blanques cavall · f3 blanques cavall · b2 blanques peó · c2 blanques peó · f2 blanques peó · g2 blanques peó · h2 blanques peó · a1 blanques torre · c1 blanques alfil · d1 blanques dama · f1 blanques torre · g1 blanques rei | a8 negres torre · c8 negres alfil · d8 negres dama · f8 negres torre · g8 negres rei · a7 negres peó · b7 negres peó · d7 negres cavall · e7 negres alfil · f7 negres peó · g7 negres peó · h7 negres peó · c6 negres peó · d6 negres peó · f6 negres cavall · e5 negres peó · a4 blanques peó · c4 blanques alfil · d4 blanques peó · e4 blanques peó · c3 blanques cavall · f3 blanques cavall · b2 blanques peó · c2 blanques peó · f2 blanques peó · g2 blanques peó · h2 blanques peó · a1 blanques torre · c1 blanques alfil · d1 blanques dama · f1 blanques torre · g1 blanques rei | 3 |
| 2 | a8 negres torre · c8 negres alfil · d8 negres dama · f8 negres torre · g8 negres rei · a7 negres peó · b7 negres peó · d7 negres cavall · e7 negres alfil · f7 negres peó · g7 negres peó · h7 negres peó · c6 negres peó · d6 negres peó · f6 negres cavall · e5 negres peó · a4 blanques peó · c4 blanques alfil · d4 blanques peó · e4 blanques peó · c3 blanques cavall · f3 blanques cavall · b2 blanques peó · c2 blanques peó · f2 blanques peó · g2 blanques peó · h2 blanques peó · a1 blanques torre · c1 blanques alfil · d1 blanques dama · f1 blanques torre · g1 blanques rei | a8 negres torre · c8 negres alfil · d8 negres dama · f8 negres torre · g8 negres rei · a7 negres peó · b7 negres peó · d7 negres cavall · e7 negres alfil · f7 negres peó · g7 negres peó · h7 negres peó · c6 negres peó · d6 negres peó · f6 negres cavall · e5 negres peó · a4 blanques peó · c4 blanques alfil · d4 blanques peó · e4 blanques peó · c3 blanques cavall · f3 blanques cavall · b2 blanques peó · c2 blanques peó · f2 blanques peó · g2 blanques peó · h2 blanques peó · a1 blanques torre · c1 blanques alfil · d1 blanques dama · f1 blanques torre · g1 blanques rei | a8 negres torre · c8 negres alfil · d8 negres dama · f8 negres torre · g8 negres rei · a7 negres peó · b7 negres peó · d7 negres cavall · e7 negres alfil · f7 negres peó · g7 negres peó · h7 negres peó · c6 negres peó · d6 negres peó · f6 negres cavall · e5 negres peó · a4 blanques peó · c4 blanques alfil · d4 blanques peó · e4 blanques peó · c3 blanques cavall · f3 blanques cavall · b2 blanques peó · c2 blanques peó · f2 blanques peó · g2 blanques peó · h2 blanques peó · a1 blanques torre · c1 blanques alfil · d1 blanques dama · f1 blanques torre · g1 blanques rei | a8 negres torre · c8 negres alfil · d8 negres dama · f8 negres torre · g8 negres rei · a7 negres peó · b7 negres peó · d7 negres cavall · e7 negres alfil · f7 negres peó · g7 negres peó · h7 negres peó · c6 negres peó · d6 negres peó · f6 negres cavall · e5 negres peó · a4 blanques peó · c4 blanques alfil · d4 blanques peó · e4 blanques peó · c3 blanques cavall · f3 blanques cavall · b2 blanques peó · c2 blanques peó · f2 blanques peó · g2 blanques peó · h2 blanques peó · a1 blanques torre · c1 blanques alfil · d1 blanques dama · f1 blanques torre · g1 blanques rei | a8 negres torre · c8 negres alfil · d8 negres dama · f8 negres torre · g8 negres rei · a7 negres peó · b7 negres peó · d7 negres cavall · e7 negres alfil · f7 negres peó · g7 negres peó · h7 negres peó · c6 negres peó · d6 negres peó · f6 negres cavall · e5 negres peó · a4 blanques peó · c4 blanques alfil · d4 blanques peó · e4 blanques peó · c3 blanques cavall · f3 blanques cavall · b2 blanques peó · c2 blanques peó · f2 blanques peó · g2 blanques peó · h2 blanques peó · a1 blanques torre · c1 blanques alfil · d1 blanques dama · f1 blanques torre · g1 blanques rei | a8 negres torre · c8 negres alfil · d8 negres dama · f8 negres torre · g8 negres rei · a7 negres peó · b7 negres peó · d7 negres cavall · e7 negres alfil · f7 negres peó · g7 negres peó · h7 negres peó · c6 negres peó · d6 negres peó · f6 negres cavall · e5 negres peó · a4 blanques peó · c4 blanques alfil · d4 blanques peó · e4 blanques peó · c3 blanques cavall · f3 blanques cavall · b2 blanques peó · c2 blanques peó · f2 blanques peó · g2 blanques peó · h2 blanques peó · a1 blanques torre · c1 blanques alfil · d1 blanques dama · f1 blanques torre · g1 blanques rei | a8 negres torre · c8 negres alfil · d8 negres dama · f8 negres torre · g8 negres rei · a7 negres peó · b7 negres peó · d7 negres cavall · e7 negres alfil · f7 negres peó · g7 negres peó · h7 negres peó · c6 negres peó · d6 negres peó · f6 negres cavall · e5 negres peó · a4 blanques peó · c4 blanques alfil · d4 blanques peó · e4 blanques peó · c3 blanques cavall · f3 blanques cavall · b2 blanques peó · c2 blanques peó · f2 blanques peó · g2 blanques peó · h2 blanques peó · a1 blanques torre · c1 blanques alfil · d1 blanques dama · f1 blanques torre · g1 blanques rei | a8 negres torre · c8 negres alfil · d8 negres dama · f8 negres torre · g8 negres rei · a7 negres peó · b7 negres peó · d7 negres cavall · e7 negres alfil · f7 negres peó · g7 negres peó · h7 negres peó · c6 negres peó · d6 negres peó · f6 negres cavall · e5 negres peó · a4 blanques peó · c4 blanques alfil · d4 blanques peó · e4 blanques peó · c3 blanques cavall · f3 blanques cavall · b2 blanques peó · c2 blanques peó · f2 blanques peó · g2 blanques peó · h2 blanques peó · a1 blanques torre · c1 blanques alfil · d1 blanques dama · f1 blanques torre · g1 blanques rei | 2 |
| 1 | a8 negres torre · c8 negres alfil · d8 negres dama · f8 negres torre · g8 negres rei · a7 negres peó · b7 negres peó · d7 negres cavall · e7 negres alfil · f7 negres peó · g7 negres peó · h7 negres peó · c6 negres peó · d6 negres peó · f6 negres cavall · e5 negres peó · a4 blanques peó · c4 blanques alfil · d4 blanques peó · e4 blanques peó · c3 blanques cavall · f3 blanques cavall · b2 blanques peó · c2 blanques peó · f2 blanques peó · g2 blanques peó · h2 blanques peó · a1 blanques torre · c1 blanques alfil · d1 blanques dama · f1 blanques torre · g1 blanques rei | a8 negres torre · c8 negres alfil · d8 negres dama · f8 negres torre · g8 negres rei · a7 negres peó · b7 negres peó · d7 negres cavall · e7 negres alfil · f7 negres peó · g7 negres peó · h7 negres peó · c6 negres peó · d6 negres peó · f6 negres cavall · e5 negres peó · a4 blanques peó · c4 blanques alfil · d4 blanques peó · e4 blanques peó · c3 blanques cavall · f3 blanques cavall · b2 blanques peó · c2 blanques peó · f2 blanques peó · g2 blanques peó · h2 blanques peó · a1 blanques torre · c1 blanques alfil · d1 blanques dama · f1 blanques torre · g1 blanques rei | a8 negres torre · c8 negres alfil · d8 negres dama · f8 negres torre · g8 negres rei · a7 negres peó · b7 negres peó · d7 negres cavall · e7 negres alfil · f7 negres peó · g7 negres peó · h7 negres peó · c6 negres peó · d6 negres peó · f6 negres cavall · e5 negres peó · a4 blanques peó · c4 blanques alfil · d4 blanques peó · e4 blanques peó · c3 blanques cavall · f3 blanques cavall · b2 blanques peó · c2 blanques peó · f2 blanques peó · g2 blanques peó · h2 blanques peó · a1 blanques torre · c1 blanques alfil · d1 blanques dama · f1 blanques torre · g1 blanques rei | a8 negres torre · c8 negres alfil · d8 negres dama · f8 negres torre · g8 negres rei · a7 negres peó · b7 negres peó · d7 negres cavall · e7 negres alfil · f7 negres peó · g7 negres peó · h7 negres peó · c6 negres peó · d6 negres peó · f6 negres cavall · e5 negres peó · a4 blanques peó · c4 blanques alfil · d4 blanques peó · e4 blanques peó · c3 blanques cavall · f3 blanques cavall · b2 blanques peó · c2 blanques peó · f2 blanques peó · g2 blanques peó · h2 blanques peó · a1 blanques torre · c1 blanques alfil · d1 blanques dama · f1 blanques torre · g1 blanques rei | a8 negres torre · c8 negres alfil · d8 negres dama · f8 negres torre · g8 negres rei · a7 negres peó · b7 negres peó · d7 negres cavall · e7 negres alfil · f7 negres peó · g7 negres peó · h7 negres peó · c6 negres peó · d6 negres peó · f6 negres cavall · e5 negres peó · a4 blanques peó · c4 blanques alfil · d4 blanques peó · e4 blanques peó · c3 blanques cavall · f3 blanques cavall · b2 blanques peó · c2 blanques peó · f2 blanques peó · g2 blanques peó · h2 blanques peó · a1 blanques torre · c1 blanques alfil · d1 blanques dama · f1 blanques torre · g1 blanques rei | a8 negres torre · c8 negres alfil · d8 negres dama · f8 negres torre · g8 negres rei · a7 negres peó · b7 negres peó · d7 negres cavall · e7 negres alfil · f7 negres peó · g7 negres peó · h7 negres peó · c6 negres peó · d6 negres peó · f6 negres cavall · e5 negres peó · a4 blanques peó · c4 blanques alfil · d4 blanques peó · e4 blanques peó · c3 blanques cavall · f3 blanques cavall · b2 blanques peó · c2 blanques peó · f2 blanques peó · g2 blanques peó · h2 blanques peó · a1 blanques torre · c1 blanques alfil · d1 blanques dama · f1 blanques torre · g1 blanques rei | a8 negres torre · c8 negres alfil · d8 negres dama · f8 negres torre · g8 negres rei · a7 negres peó · b7 negres peó · d7 negres cavall · e7 negres alfil · f7 negres peó · g7 negres peó · h7 negres peó · c6 negres peó · d6 negres peó · f6 negres cavall · e5 negres peó · a4 blanques peó · c4 blanques alfil · d4 blanques peó · e4 blanques peó · c3 blanques cavall · f3 blanques cavall · b2 blanques peó · c2 blanques peó · f2 blanques peó · g2 blanques peó · h2 blanques peó · a1 blanques torre · c1 blanques alfil · d1 blanques dama · f1 blanques torre · g1 blanques rei | a8 negres torre · c8 negres alfil · d8 negres dama · f8 negres torre · g8 negres rei · a7 negres peó · b7 negres peó · d7 negres cavall · e7 negres alfil · f7 negres peó · g7 negres peó · h7 negres peó · c6 negres peó · d6 negres peó · f6 negres cavall · e5 negres peó · a4 blanques peó · c4 blanques alfil · d4 blanques peó · e4 blanques peó · c3 blanques cavall · f3 blanques cavall · b2 blanques peó · c2 blanques peó · f2 blanques peó · g2 blanques peó · h2 blanques peó · a1 blanques torre · c1 blanques alfil · d1 blanques dama · f1 blanques torre · g1 blanques rei | 1 |
|   | a | b | c | d | e | f | g | h |   |

L'altra opció principal per les negres és la de mantenir la tensió central i establir un esquema amb ...Cbd7, ...Ae7, i ...c6. Aquest pla rep el nom de variant Hanham (en honor del mestre estatunidenc James Moore Hanham) i fou afavorit per Aron Nimzowitsch.
Una línia habitual és: 3... Cf6 4. Cc3 Cbd7 5. Ac4 Ae7 6. 0-0 (6.Cg5 és una alternativa interessant: després de 6...0-0 7.Axf7+ Txf7 8.Ce6 De8 9.Cxc7 Dd8 10.Cxa8, les blanques tenen material de més, però les negres poden prendre una forta iniciativa, per exemple amb 10...b5 11.Cxb5 Da5+) 6... 0-0 7. a4 (per evitar ...b5) 7... c6 (vegeu el diagrama).
El GM Larry Kaufman, al seu llibre The Chess Advantage in Black and White, destaca que la variant Hanham aspira a mantenir el peó negre a e5, de manera anàloga a les línies tancades de la Ruy López, i opina que "seria bastant popular, al nivell de les millors defenses contra 1.e4, excepte pel detall desagradable que les negres no poden assolir aquesta posició de manera forçada."
Com a alternativa a 4.Cc3 en resposta al moviment negre 3...Cf6, d'acord tant amb Kaufman com amb el GM Christian Bauer, les blanques retenen cert avantatge amb: 4. dxe5! Cxe4 5. Dd5! Cc5 6. Ag5 Ae7 7. exd6 Dxd6 8. Cc3.

### Ordre de moviments alternatiu
Les negres de vegades escullen 3... Cd7 intentant 4.Cc3 Cgf6, assolint així la variant Hanham. Però en aquest cas 4. Ac4! és desagradable per les negres, ja que 4...Cgf6 perd per 5.Ng5, i 4...Ae7 perd un peó a causa de 5.dxe5 Cxe5 (5...dxe5?? 6.Dd5! guanya) 6.Cxe5 dxe5 7.Dh5!
De manera que ...
4... c6 és la millor per les negres, però deixa les blanques amb l'avantatge de la parella d'alfils després de 5. 0-0 Ae7 6. dxe5 dxe5 (6...Cxe5 perd un peó a causa de 7.Cxe5 dxe5 8.Dh5) 7. Cg5! Axg5 8. Dh5! De7 9. Dxg5 o 9. Axg5.

### Experiments de les negres per assolir la variant Hanham
En anys recents, les negres han experimentant amb altres ordres de moviments per intentar arribar a la variant Hanham mentre eviten les variants 3...Cf6 4.dxe5! i 3...Cd7 4.Ac4!
Una d'aquestes línies és 1. e4 d6 2. d4 Cf6 3. Cc3 Cbd7 intentant 4.Cf3 e5. De tota manera, les blanques es poden desviar amb 4. f4!? o fins i tot 4. g4!?
Un altre intent és 1. e4 d6 2. d4 Cf6 3. Cc3 e5 que transposa a la variant Hanham després de 4. Cf3 Cbd7, però les blanques poden triar en canvi elp etit avantatge que resulta de 4. dxe5 (Kaufman opina que 4.Cge2 també és promisori) 4... dxe5 5. Cxd8+ Rxd8 6. Ac4. Després de 4.dxe5, Bauer conclou que "les blanques estan una mica millor" però que "han de jugar acuradament, ja que les negres no tenen massa a témer després de 6.Ac4, triant qualsevol de les tres alternatives vàlides, 6... Re8, 6... Ab4, o 6... Ae6. Llavors 7. Axe6 fxe6 i la posició roman molt difícil d'assaltar."

### La intenció original de Philidor: 3...f5
|   | a | b | c | d | e | f | g | h |   |
| 8 | a8 negres torre · b8 negres cavall · c8 negres alfil · d8 negres dama · e8 negres rei · f8 negres alfil · g8 negres cavall · h8 negres torre · a7 negres peó · b7 negres peó · c7 negres peó · g7 negres peó · h7 negres peó · d6 negres peó · e5 negres peó · f5 negres peó · d4 blanques peó · e4 blanques peó · f3 blanques cavall · a2 blanques peó · b2 blanques peó · c2 blanques peó · f2 blanques peó · g2 blanques peó · h2 blanques peó · a1 blanques torre · b1 blanques cavall · c1 blanques alfil · d1 blanques dama · e1 blanques rei · f1 blanques alfil · h1 blanques torre | a8 negres torre · b8 negres cavall · c8 negres alfil · d8 negres dama · e8 negres rei · f8 negres alfil · g8 negres cavall · h8 negres torre · a7 negres peó · b7 negres peó · c7 negres peó · g7 negres peó · h7 negres peó · d6 negres peó · e5 negres peó · f5 negres peó · d4 blanques peó · e4 blanques peó · f3 blanques cavall · a2 blanques peó · b2 blanques peó · c2 blanques peó · f2 blanques peó · g2 blanques peó · h2 blanques peó · a1 blanques torre · b1 blanques cavall · c1 blanques alfil · d1 blanques dama · e1 blanques rei · f1 blanques alfil · h1 blanques torre | a8 negres torre · b8 negres cavall · c8 negres alfil · d8 negres dama · e8 negres rei · f8 negres alfil · g8 negres cavall · h8 negres torre · a7 negres peó · b7 negres peó · c7 negres peó · g7 negres peó · h7 negres peó · d6 negres peó · e5 negres peó · f5 negres peó · d4 blanques peó · e4 blanques peó · f3 blanques cavall · a2 blanques peó · b2 blanques peó · c2 blanques peó · f2 blanques peó · g2 blanques peó · h2 blanques peó · a1 blanques torre · b1 blanques cavall · c1 blanques alfil · d1 blanques dama · e1 blanques rei · f1 blanques alfil · h1 blanques torre | a8 negres torre · b8 negres cavall · c8 negres alfil · d8 negres dama · e8 negres rei · f8 negres alfil · g8 negres cavall · h8 negres torre · a7 negres peó · b7 negres peó · c7 negres peó · g7 negres peó · h7 negres peó · d6 negres peó · e5 negres peó · f5 negres peó · d4 blanques peó · e4 blanques peó · f3 blanques cavall · a2 blanques peó · b2 blanques peó · c2 blanques peó · f2 blanques peó · g2 blanques peó · h2 blanques peó · a1 blanques torre · b1 blanques cavall · c1 blanques alfil · d1 blanques dama · e1 blanques rei · f1 blanques alfil · h1 blanques torre | a8 negres torre · b8 negres cavall · c8 negres alfil · d8 negres dama · e8 negres rei · f8 negres alfil · g8 negres cavall · h8 negres torre · a7 negres peó · b7 negres peó · c7 negres peó · g7 negres peó · h7 negres peó · d6 negres peó · e5 negres peó · f5 negres peó · d4 blanques peó · e4 blanques peó · f3 blanques cavall · a2 blanques peó · b2 blanques peó · c2 blanques peó · f2 blanques peó · g2 blanques peó · h2 blanques peó · a1 blanques torre · b1 blanques cavall · c1 blanques alfil · d1 blanques dama · e1 blanques rei · f1 blanques alfil · h1 blanques torre | a8 negres torre · b8 negres cavall · c8 negres alfil · d8 negres dama · e8 negres rei · f8 negres alfil · g8 negres cavall · h8 negres torre · a7 negres peó · b7 negres peó · c7 negres peó · g7 negres peó · h7 negres peó · d6 negres peó · e5 negres peó · f5 negres peó · d4 blanques peó · e4 blanques peó · f3 blanques cavall · a2 blanques peó · b2 blanques peó · c2 blanques peó · f2 blanques peó · g2 blanques peó · h2 blanques peó · a1 blanques torre · b1 blanques cavall · c1 blanques alfil · d1 blanques dama · e1 blanques rei · f1 blanques alfil · h1 blanques torre | a8 negres torre · b8 negres cavall · c8 negres alfil · d8 negres dama · e8 negres rei · f8 negres alfil · g8 negres cavall · h8 negres torre · a7 negres peó · b7 negres peó · c7 negres peó · g7 negres peó · h7 negres peó · d6 negres peó · e5 negres peó · f5 negres peó · d4 blanques peó · e4 blanques peó · f3 blanques cavall · a2 blanques peó · b2 blanques peó · c2 blanques peó · f2 blanques peó · g2 blanques peó · h2 blanques peó · a1 blanques torre · b1 blanques cavall · c1 blanques alfil · d1 blanques dama · e1 blanques rei · f1 blanques alfil · h1 blanques torre | a8 negres torre · b8 negres cavall · c8 negres alfil · d8 negres dama · e8 negres rei · f8 negres alfil · g8 negres cavall · h8 negres torre · a7 negres peó · b7 negres peó · c7 negres peó · g7 negres peó · h7 negres peó · d6 negres peó · e5 negres peó · f5 negres peó · d4 blanques peó · e4 blanques peó · f3 blanques cavall · a2 blanques peó · b2 blanques peó · c2 blanques peó · f2 blanques peó · g2 blanques peó · h2 blanques peó · a1 blanques torre · b1 blanques cavall · c1 blanques alfil · d1 blanques dama · e1 blanques rei · f1 blanques alfil · h1 blanques torre | 8 |
| 7 | a8 negres torre · b8 negres cavall · c8 negres alfil · d8 negres dama · e8 negres rei · f8 negres alfil · g8 negres cavall · h8 negres torre · a7 negres peó · b7 negres peó · c7 negres peó · g7 negres peó · h7 negres peó · d6 negres peó · e5 negres peó · f5 negres peó · d4 blanques peó · e4 blanques peó · f3 blanques cavall · a2 blanques peó · b2 blanques peó · c2 blanques peó · f2 blanques peó · g2 blanques peó · h2 blanques peó · a1 blanques torre · b1 blanques cavall · c1 blanques alfil · d1 blanques dama · e1 blanques rei · f1 blanques alfil · h1 blanques torre | a8 negres torre · b8 negres cavall · c8 negres alfil · d8 negres dama · e8 negres rei · f8 negres alfil · g8 negres cavall · h8 negres torre · a7 negres peó · b7 negres peó · c7 negres peó · g7 negres peó · h7 negres peó · d6 negres peó · e5 negres peó · f5 negres peó · d4 blanques peó · e4 blanques peó · f3 blanques cavall · a2 blanques peó · b2 blanques peó · c2 blanques peó · f2 blanques peó · g2 blanques peó · h2 blanques peó · a1 blanques torre · b1 blanques cavall · c1 blanques alfil · d1 blanques dama · e1 blanques rei · f1 blanques alfil · h1 blanques torre | a8 negres torre · b8 negres cavall · c8 negres alfil · d8 negres dama · e8 negres rei · f8 negres alfil · g8 negres cavall · h8 negres torre · a7 negres peó · b7 negres peó · c7 negres peó · g7 negres peó · h7 negres peó · d6 negres peó · e5 negres peó · f5 negres peó · d4 blanques peó · e4 blanques peó · f3 blanques cavall · a2 blanques peó · b2 blanques peó · c2 blanques peó · f2 blanques peó · g2 blanques peó · h2 blanques peó · a1 blanques torre · b1 blanques cavall · c1 blanques alfil · d1 blanques dama · e1 blanques rei · f1 blanques alfil · h1 blanques torre | a8 negres torre · b8 negres cavall · c8 negres alfil · d8 negres dama · e8 negres rei · f8 negres alfil · g8 negres cavall · h8 negres torre · a7 negres peó · b7 negres peó · c7 negres peó · g7 negres peó · h7 negres peó · d6 negres peó · e5 negres peó · f5 negres peó · d4 blanques peó · e4 blanques peó · f3 blanques cavall · a2 blanques peó · b2 blanques peó · c2 blanques peó · f2 blanques peó · g2 blanques peó · h2 blanques peó · a1 blanques torre · b1 blanques cavall · c1 blanques alfil · d1 blanques dama · e1 blanques rei · f1 blanques alfil · h1 blanques torre | a8 negres torre · b8 negres cavall · c8 negres alfil · d8 negres dama · e8 negres rei · f8 negres alfil · g8 negres cavall · h8 negres torre · a7 negres peó · b7 negres peó · c7 negres peó · g7 negres peó · h7 negres peó · d6 negres peó · e5 negres peó · f5 negres peó · d4 blanques peó · e4 blanques peó · f3 blanques cavall · a2 blanques peó · b2 blanques peó · c2 blanques peó · f2 blanques peó · g2 blanques peó · h2 blanques peó · a1 blanques torre · b1 blanques cavall · c1 blanques alfil · d1 blanques dama · e1 blanques rei · f1 blanques alfil · h1 blanques torre | a8 negres torre · b8 negres cavall · c8 negres alfil · d8 negres dama · e8 negres rei · f8 negres alfil · g8 negres cavall · h8 negres torre · a7 negres peó · b7 negres peó · c7 negres peó · g7 negres peó · h7 negres peó · d6 negres peó · e5 negres peó · f5 negres peó · d4 blanques peó · e4 blanques peó · f3 blanques cavall · a2 blanques peó · b2 blanques peó · c2 blanques peó · f2 blanques peó · g2 blanques peó · h2 blanques peó · a1 blanques torre · b1 blanques cavall · c1 blanques alfil · d1 blanques dama · e1 blanques rei · f1 blanques alfil · h1 blanques torre | a8 negres torre · b8 negres cavall · c8 negres alfil · d8 negres dama · e8 negres rei · f8 negres alfil · g8 negres cavall · h8 negres torre · a7 negres peó · b7 negres peó · c7 negres peó · g7 negres peó · h7 negres peó · d6 negres peó · e5 negres peó · f5 negres peó · d4 blanques peó · e4 blanques peó · f3 blanques cavall · a2 blanques peó · b2 blanques peó · c2 blanques peó · f2 blanques peó · g2 blanques peó · h2 blanques peó · a1 blanques torre · b1 blanques cavall · c1 blanques alfil · d1 blanques dama · e1 blanques rei · f1 blanques alfil · h1 blanques torre | a8 negres torre · b8 negres cavall · c8 negres alfil · d8 negres dama · e8 negres rei · f8 negres alfil · g8 negres cavall · h8 negres torre · a7 negres peó · b7 negres peó · c7 negres peó · g7 negres peó · h7 negres peó · d6 negres peó · e5 negres peó · f5 negres peó · d4 blanques peó · e4 blanques peó · f3 blanques cavall · a2 blanques peó · b2 blanques peó · c2 blanques peó · f2 blanques peó · g2 blanques peó · h2 blanques peó · a1 blanques torre · b1 blanques cavall · c1 blanques alfil · d1 blanques dama · e1 blanques rei · f1 blanques alfil · h1 blanques torre | 7 |
| 6 | a8 negres torre · b8 negres cavall · c8 negres alfil · d8 negres dama · e8 negres rei · f8 negres alfil · g8 negres cavall · h8 negres torre · a7 negres peó · b7 negres peó · c7 negres peó · g7 negres peó · h7 negres peó · d6 negres peó · e5 negres peó · f5 negres peó · d4 blanques peó · e4 blanques peó · f3 blanques cavall · a2 blanques peó · b2 blanques peó · c2 blanques peó · f2 blanques peó · g2 blanques peó · h2 blanques peó · a1 blanques torre · b1 blanques cavall · c1 blanques alfil · d1 blanques dama · e1 blanques rei · f1 blanques alfil · h1 blanques torre | a8 negres torre · b8 negres cavall · c8 negres alfil · d8 negres dama · e8 negres rei · f8 negres alfil · g8 negres cavall · h8 negres torre · a7 negres peó · b7 negres peó · c7 negres peó · g7 negres peó · h7 negres peó · d6 negres peó · e5 negres peó · f5 negres peó · d4 blanques peó · e4 blanques peó · f3 blanques cavall · a2 blanques peó · b2 blanques peó · c2 blanques peó · f2 blanques peó · g2 blanques peó · h2 blanques peó · a1 blanques torre · b1 blanques cavall · c1 blanques alfil · d1 blanques dama · e1 blanques rei · f1 blanques alfil · h1 blanques torre | a8 negres torre · b8 negres cavall · c8 negres alfil · d8 negres dama · e8 negres rei · f8 negres alfil · g8 negres cavall · h8 negres torre · a7 negres peó · b7 negres peó · c7 negres peó · g7 negres peó · h7 negres peó · d6 negres peó · e5 negres peó · f5 negres peó · d4 blanques peó · e4 blanques peó · f3 blanques cavall · a2 blanques peó · b2 blanques peó · c2 blanques peó · f2 blanques peó · g2 blanques peó · h2 blanques peó · a1 blanques torre · b1 blanques cavall · c1 blanques alfil · d1 blanques dama · e1 blanques rei · f1 blanques alfil · h1 blanques torre | a8 negres torre · b8 negres cavall · c8 negres alfil · d8 negres dama · e8 negres rei · f8 negres alfil · g8 negres cavall · h8 negres torre · a7 negres peó · b7 negres peó · c7 negres peó · g7 negres peó · h7 negres peó · d6 negres peó · e5 negres peó · f5 negres peó · d4 blanques peó · e4 blanques peó · f3 blanques cavall · a2 blanques peó · b2 blanques peó · c2 blanques peó · f2 blanques peó · g2 blanques peó · h2 blanques peó · a1 blanques torre · b1 blanques cavall · c1 blanques alfil · d1 blanques dama · e1 blanques rei · f1 blanques alfil · h1 blanques torre | a8 negres torre · b8 negres cavall · c8 negres alfil · d8 negres dama · e8 negres rei · f8 negres alfil · g8 negres cavall · h8 negres torre · a7 negres peó · b7 negres peó · c7 negres peó · g7 negres peó · h7 negres peó · d6 negres peó · e5 negres peó · f5 negres peó · d4 blanques peó · e4 blanques peó · f3 blanques cavall · a2 blanques peó · b2 blanques peó · c2 blanques peó · f2 blanques peó · g2 blanques peó · h2 blanques peó · a1 blanques torre · b1 blanques cavall · c1 blanques alfil · d1 blanques dama · e1 blanques rei · f1 blanques alfil · h1 blanques torre | a8 negres torre · b8 negres cavall · c8 negres alfil · d8 negres dama · e8 negres rei · f8 negres alfil · g8 negres cavall · h8 negres torre · a7 negres peó · b7 negres peó · c7 negres peó · g7 negres peó · h7 negres peó · d6 negres peó · e5 negres peó · f5 negres peó · d4 blanques peó · e4 blanques peó · f3 blanques cavall · a2 blanques peó · b2 blanques peó · c2 blanques peó · f2 blanques peó · g2 blanques peó · h2 blanques peó · a1 blanques torre · b1 blanques cavall · c1 blanques alfil · d1 blanques dama · e1 blanques rei · f1 blanques alfil · h1 blanques torre | a8 negres torre · b8 negres cavall · c8 negres alfil · d8 negres dama · e8 negres rei · f8 negres alfil · g8 negres cavall · h8 negres torre · a7 negres peó · b7 negres peó · c7 negres peó · g7 negres peó · h7 negres peó · d6 negres peó · e5 negres peó · f5 negres peó · d4 blanques peó · e4 blanques peó · f3 blanques cavall · a2 blanques peó · b2 blanques peó · c2 blanques peó · f2 blanques peó · g2 blanques peó · h2 blanques peó · a1 blanques torre · b1 blanques cavall · c1 blanques alfil · d1 blanques dama · e1 blanques rei · f1 blanques alfil · h1 blanques torre | a8 negres torre · b8 negres cavall · c8 negres alfil · d8 negres dama · e8 negres rei · f8 negres alfil · g8 negres cavall · h8 negres torre · a7 negres peó · b7 negres peó · c7 negres peó · g7 negres peó · h7 negres peó · d6 negres peó · e5 negres peó · f5 negres peó · d4 blanques peó · e4 blanques peó · f3 blanques cavall · a2 blanques peó · b2 blanques peó · c2 blanques peó · f2 blanques peó · g2 blanques peó · h2 blanques peó · a1 blanques torre · b1 blanques cavall · c1 blanques alfil · d1 blanques dama · e1 blanques rei · f1 blanques alfil · h1 blanques torre | 6 |
| 5 | a8 negres torre · b8 negres cavall · c8 negres alfil · d8 negres dama · e8 negres rei · f8 negres alfil · g8 negres cavall · h8 negres torre · a7 negres peó · b7 negres peó · c7 negres peó · g7 negres peó · h7 negres peó · d6 negres peó · e5 negres peó · f5 negres peó · d4 blanques peó · e4 blanques peó · f3 blanques cavall · a2 blanques peó · b2 blanques peó · c2 blanques peó · f2 blanques peó · g2 blanques peó · h2 blanques peó · a1 blanques torre · b1 blanques cavall · c1 blanques alfil · d1 blanques dama · e1 blanques rei · f1 blanques alfil · h1 blanques torre | a8 negres torre · b8 negres cavall · c8 negres alfil · d8 negres dama · e8 negres rei · f8 negres alfil · g8 negres cavall · h8 negres torre · a7 negres peó · b7 negres peó · c7 negres peó · g7 negres peó · h7 negres peó · d6 negres peó · e5 negres peó · f5 negres peó · d4 blanques peó · e4 blanques peó · f3 blanques cavall · a2 blanques peó · b2 blanques peó · c2 blanques peó · f2 blanques peó · g2 blanques peó · h2 blanques peó · a1 blanques torre · b1 blanques cavall · c1 blanques alfil · d1 blanques dama · e1 blanques rei · f1 blanques alfil · h1 blanques torre | a8 negres torre · b8 negres cavall · c8 negres alfil · d8 negres dama · e8 negres rei · f8 negres alfil · g8 negres cavall · h8 negres torre · a7 negres peó · b7 negres peó · c7 negres peó · g7 negres peó · h7 negres peó · d6 negres peó · e5 negres peó · f5 negres peó · d4 blanques peó · e4 blanques peó · f3 blanques cavall · a2 blanques peó · b2 blanques peó · c2 blanques peó · f2 blanques peó · g2 blanques peó · h2 blanques peó · a1 blanques torre · b1 blanques cavall · c1 blanques alfil · d1 blanques dama · e1 blanques rei · f1 blanques alfil · h1 blanques torre | a8 negres torre · b8 negres cavall · c8 negres alfil · d8 negres dama · e8 negres rei · f8 negres alfil · g8 negres cavall · h8 negres torre · a7 negres peó · b7 negres peó · c7 negres peó · g7 negres peó · h7 negres peó · d6 negres peó · e5 negres peó · f5 negres peó · d4 blanques peó · e4 blanques peó · f3 blanques cavall · a2 blanques peó · b2 blanques peó · c2 blanques peó · f2 blanques peó · g2 blanques peó · h2 blanques peó · a1 blanques torre · b1 blanques cavall · c1 blanques alfil · d1 blanques dama · e1 blanques rei · f1 blanques alfil · h1 blanques torre | a8 negres torre · b8 negres cavall · c8 negres alfil · d8 negres dama · e8 negres rei · f8 negres alfil · g8 negres cavall · h8 negres torre · a7 negres peó · b7 negres peó · c7 negres peó · g7 negres peó · h7 negres peó · d6 negres peó · e5 negres peó · f5 negres peó · d4 blanques peó · e4 blanques peó · f3 blanques cavall · a2 blanques peó · b2 blanques peó · c2 blanques peó · f2 blanques peó · g2 blanques peó · h2 blanques peó · a1 blanques torre · b1 blanques cavall · c1 blanques alfil · d1 blanques dama · e1 blanques rei · f1 blanques alfil · h1 blanques torre | a8 negres torre · b8 negres cavall · c8 negres alfil · d8 negres dama · e8 negres rei · f8 negres alfil · g8 negres cavall · h8 negres torre · a7 negres peó · b7 negres peó · c7 negres peó · g7 negres peó · h7 negres peó · d6 negres peó · e5 negres peó · f5 negres peó · d4 blanques peó · e4 blanques peó · f3 blanques cavall · a2 blanques peó · b2 blanques peó · c2 blanques peó · f2 blanques peó · g2 blanques peó · h2 blanques peó · a1 blanques torre · b1 blanques cavall · c1 blanques alfil · d1 blanques dama · e1 blanques rei · f1 blanques alfil · h1 blanques torre | a8 negres torre · b8 negres cavall · c8 negres alfil · d8 negres dama · e8 negres rei · f8 negres alfil · g8 negres cavall · h8 negres torre · a7 negres peó · b7 negres peó · c7 negres peó · g7 negres peó · h7 negres peó · d6 negres peó · e5 negres peó · f5 negres peó · d4 blanques peó · e4 blanques peó · f3 blanques cavall · a2 blanques peó · b2 blanques peó · c2 blanques peó · f2 blanques peó · g2 blanques peó · h2 blanques peó · a1 blanques torre · b1 blanques cavall · c1 blanques alfil · d1 blanques dama · e1 blanques rei · f1 blanques alfil · h1 blanques torre | a8 negres torre · b8 negres cavall · c8 negres alfil · d8 negres dama · e8 negres rei · f8 negres alfil · g8 negres cavall · h8 negres torre · a7 negres peó · b7 negres peó · c7 negres peó · g7 negres peó · h7 negres peó · d6 negres peó · e5 negres peó · f5 negres peó · d4 blanques peó · e4 blanques peó · f3 blanques cavall · a2 blanques peó · b2 blanques peó · c2 blanques peó · f2 blanques peó · g2 blanques peó · h2 blanques peó · a1 blanques torre · b1 blanques cavall · c1 blanques alfil · d1 blanques dama · e1 blanques rei · f1 blanques alfil · h1 blanques torre | 5 |
| 4 | a8 negres torre · b8 negres cavall · c8 negres alfil · d8 negres dama · e8 negres rei · f8 negres alfil · g8 negres cavall · h8 negres torre · a7 negres peó · b7 negres peó · c7 negres peó · g7 negres peó · h7 negres peó · d6 negres peó · e5 negres peó · f5 negres peó · d4 blanques peó · e4 blanques peó · f3 blanques cavall · a2 blanques peó · b2 blanques peó · c2 blanques peó · f2 blanques peó · g2 blanques peó · h2 blanques peó · a1 blanques torre · b1 blanques cavall · c1 blanques alfil · d1 blanques dama · e1 blanques rei · f1 blanques alfil · h1 blanques torre | a8 negres torre · b8 negres cavall · c8 negres alfil · d8 negres dama · e8 negres rei · f8 negres alfil · g8 negres cavall · h8 negres torre · a7 negres peó · b7 negres peó · c7 negres peó · g7 negres peó · h7 negres peó · d6 negres peó · e5 negres peó · f5 negres peó · d4 blanques peó · e4 blanques peó · f3 blanques cavall · a2 blanques peó · b2 blanques peó · c2 blanques peó · f2 blanques peó · g2 blanques peó · h2 blanques peó · a1 blanques torre · b1 blanques cavall · c1 blanques alfil · d1 blanques dama · e1 blanques rei · f1 blanques alfil · h1 blanques torre | a8 negres torre · b8 negres cavall · c8 negres alfil · d8 negres dama · e8 negres rei · f8 negres alfil · g8 negres cavall · h8 negres torre · a7 negres peó · b7 negres peó · c7 negres peó · g7 negres peó · h7 negres peó · d6 negres peó · e5 negres peó · f5 negres peó · d4 blanques peó · e4 blanques peó · f3 blanques cavall · a2 blanques peó · b2 blanques peó · c2 blanques peó · f2 blanques peó · g2 blanques peó · h2 blanques peó · a1 blanques torre · b1 blanques cavall · c1 blanques alfil · d1 blanques dama · e1 blanques rei · f1 blanques alfil · h1 blanques torre | a8 negres torre · b8 negres cavall · c8 negres alfil · d8 negres dama · e8 negres rei · f8 negres alfil · g8 negres cavall · h8 negres torre · a7 negres peó · b7 negres peó · c7 negres peó · g7 negres peó · h7 negres peó · d6 negres peó · e5 negres peó · f5 negres peó · d4 blanques peó · e4 blanques peó · f3 blanques cavall · a2 blanques peó · b2 blanques peó · c2 blanques peó · f2 blanques peó · g2 blanques peó · h2 blanques peó · a1 blanques torre · b1 blanques cavall · c1 blanques alfil · d1 blanques dama · e1 blanques rei · f1 blanques alfil · h1 blanques torre | a8 negres torre · b8 negres cavall · c8 negres alfil · d8 negres dama · e8 negres rei · f8 negres alfil · g8 negres cavall · h8 negres torre · a7 negres peó · b7 negres peó · c7 negres peó · g7 negres peó · h7 negres peó · d6 negres peó · e5 negres peó · f5 negres peó · d4 blanques peó · e4 blanques peó · f3 blanques cavall · a2 blanques peó · b2 blanques peó · c2 blanques peó · f2 blanques peó · g2 blanques peó · h2 blanques peó · a1 blanques torre · b1 blanques cavall · c1 blanques alfil · d1 blanques dama · e1 blanques rei · f1 blanques alfil · h1 blanques torre | a8 negres torre · b8 negres cavall · c8 negres alfil · d8 negres dama · e8 negres rei · f8 negres alfil · g8 negres cavall · h8 negres torre · a7 negres peó · b7 negres peó · c7 negres peó · g7 negres peó · h7 negres peó · d6 negres peó · e5 negres peó · f5 negres peó · d4 blanques peó · e4 blanques peó · f3 blanques cavall · a2 blanques peó · b2 blanques peó · c2 blanques peó · f2 blanques peó · g2 blanques peó · h2 blanques peó · a1 blanques torre · b1 blanques cavall · c1 blanques alfil · d1 blanques dama · e1 blanques rei · f1 blanques alfil · h1 blanques torre | a8 negres torre · b8 negres cavall · c8 negres alfil · d8 negres dama · e8 negres rei · f8 negres alfil · g8 negres cavall · h8 negres torre · a7 negres peó · b7 negres peó · c7 negres peó · g7 negres peó · h7 negres peó · d6 negres peó · e5 negres peó · f5 negres peó · d4 blanques peó · e4 blanques peó · f3 blanques cavall · a2 blanques peó · b2 blanques peó · c2 blanques peó · f2 blanques peó · g2 blanques peó · h2 blanques peó · a1 blanques torre · b1 blanques cavall · c1 blanques alfil · d1 blanques dama · e1 blanques rei · f1 blanques alfil · h1 blanques torre | a8 negres torre · b8 negres cavall · c8 negres alfil · d8 negres dama · e8 negres rei · f8 negres alfil · g8 negres cavall · h8 negres torre · a7 negres peó · b7 negres peó · c7 negres peó · g7 negres peó · h7 negres peó · d6 negres peó · e5 negres peó · f5 negres peó · d4 blanques peó · e4 blanques peó · f3 blanques cavall · a2 blanques peó · b2 blanques peó · c2 blanques peó · f2 blanques peó · g2 blanques peó · h2 blanques peó · a1 blanques torre · b1 blanques cavall · c1 blanques alfil · d1 blanques dama · e1 blanques rei · f1 blanques alfil · h1 blanques torre | 4 |
| 3 | a8 negres torre · b8 negres cavall · c8 negres alfil · d8 negres dama · e8 negres rei · f8 negres alfil · g8 negres cavall · h8 negres torre · a7 negres peó · b7 negres peó · c7 negres peó · g7 negres peó · h7 negres peó · d6 negres peó · e5 negres peó · f5 negres peó · d4 blanques peó · e4 blanques peó · f3 blanques cavall · a2 blanques peó · b2 blanques peó · c2 blanques peó · f2 blanques peó · g2 blanques peó · h2 blanques peó · a1 blanques torre · b1 blanques cavall · c1 blanques alfil · d1 blanques dama · e1 blanques rei · f1 blanques alfil · h1 blanques torre | a8 negres torre · b8 negres cavall · c8 negres alfil · d8 negres dama · e8 negres rei · f8 negres alfil · g8 negres cavall · h8 negres torre · a7 negres peó · b7 negres peó · c7 negres peó · g7 negres peó · h7 negres peó · d6 negres peó · e5 negres peó · f5 negres peó · d4 blanques peó · e4 blanques peó · f3 blanques cavall · a2 blanques peó · b2 blanques peó · c2 blanques peó · f2 blanques peó · g2 blanques peó · h2 blanques peó · a1 blanques torre · b1 blanques cavall · c1 blanques alfil · d1 blanques dama · e1 blanques rei · f1 blanques alfil · h1 blanques torre | a8 negres torre · b8 negres cavall · c8 negres alfil · d8 negres dama · e8 negres rei · f8 negres alfil · g8 negres cavall · h8 negres torre · a7 negres peó · b7 negres peó · c7 negres peó · g7 negres peó · h7 negres peó · d6 negres peó · e5 negres peó · f5 negres peó · d4 blanques peó · e4 blanques peó · f3 blanques cavall · a2 blanques peó · b2 blanques peó · c2 blanques peó · f2 blanques peó · g2 blanques peó · h2 blanques peó · a1 blanques torre · b1 blanques cavall · c1 blanques alfil · d1 blanques dama · e1 blanques rei · f1 blanques alfil · h1 blanques torre | a8 negres torre · b8 negres cavall · c8 negres alfil · d8 negres dama · e8 negres rei · f8 negres alfil · g8 negres cavall · h8 negres torre · a7 negres peó · b7 negres peó · c7 negres peó · g7 negres peó · h7 negres peó · d6 negres peó · e5 negres peó · f5 negres peó · d4 blanques peó · e4 blanques peó · f3 blanques cavall · a2 blanques peó · b2 blanques peó · c2 blanques peó · f2 blanques peó · g2 blanques peó · h2 blanques peó · a1 blanques torre · b1 blanques cavall · c1 blanques alfil · d1 blanques dama · e1 blanques rei · f1 blanques alfil · h1 blanques torre | a8 negres torre · b8 negres cavall · c8 negres alfil · d8 negres dama · e8 negres rei · f8 negres alfil · g8 negres cavall · h8 negres torre · a7 negres peó · b7 negres peó · c7 negres peó · g7 negres peó · h7 negres peó · d6 negres peó · e5 negres peó · f5 negres peó · d4 blanques peó · e4 blanques peó · f3 blanques cavall · a2 blanques peó · b2 blanques peó · c2 blanques peó · f2 blanques peó · g2 blanques peó · h2 blanques peó · a1 blanques torre · b1 blanques cavall · c1 blanques alfil · d1 blanques dama · e1 blanques rei · f1 blanques alfil · h1 blanques torre | a8 negres torre · b8 negres cavall · c8 negres alfil · d8 negres dama · e8 negres rei · f8 negres alfil · g8 negres cavall · h8 negres torre · a7 negres peó · b7 negres peó · c7 negres peó · g7 negres peó · h7 negres peó · d6 negres peó · e5 negres peó · f5 negres peó · d4 blanques peó · e4 blanques peó · f3 blanques cavall · a2 blanques peó · b2 blanques peó · c2 blanques peó · f2 blanques peó · g2 blanques peó · h2 blanques peó · a1 blanques torre · b1 blanques cavall · c1 blanques alfil · d1 blanques dama · e1 blanques rei · f1 blanques alfil · h1 blanques torre | a8 negres torre · b8 negres cavall · c8 negres alfil · d8 negres dama · e8 negres rei · f8 negres alfil · g8 negres cavall · h8 negres torre · a7 negres peó · b7 negres peó · c7 negres peó · g7 negres peó · h7 negres peó · d6 negres peó · e5 negres peó · f5 negres peó · d4 blanques peó · e4 blanques peó · f3 blanques cavall · a2 blanques peó · b2 blanques peó · c2 blanques peó · f2 blanques peó · g2 blanques peó · h2 blanques peó · a1 blanques torre · b1 blanques cavall · c1 blanques alfil · d1 blanques dama · e1 blanques rei · f1 blanques alfil · h1 blanques torre | a8 negres torre · b8 negres cavall · c8 negres alfil · d8 negres dama · e8 negres rei · f8 negres alfil · g8 negres cavall · h8 negres torre · a7 negres peó · b7 negres peó · c7 negres peó · g7 negres peó · h7 negres peó · d6 negres peó · e5 negres peó · f5 negres peó · d4 blanques peó · e4 blanques peó · f3 blanques cavall · a2 blanques peó · b2 blanques peó · c2 blanques peó · f2 blanques peó · g2 blanques peó · h2 blanques peó · a1 blanques torre · b1 blanques cavall · c1 blanques alfil · d1 blanques dama · e1 blanques rei · f1 blanques alfil · h1 blanques torre | 3 |
| 2 | a8 negres torre · b8 negres cavall · c8 negres alfil · d8 negres dama · e8 negres rei · f8 negres alfil · g8 negres cavall · h8 negres torre · a7 negres peó · b7 negres peó · c7 negres peó · g7 negres peó · h7 negres peó · d6 negres peó · e5 negres peó · f5 negres peó · d4 blanques peó · e4 blanques peó · f3 blanques cavall · a2 blanques peó · b2 blanques peó · c2 blanques peó · f2 blanques peó · g2 blanques peó · h2 blanques peó · a1 blanques torre · b1 blanques cavall · c1 blanques alfil · d1 blanques dama · e1 blanques rei · f1 blanques alfil · h1 blanques torre | a8 negres torre · b8 negres cavall · c8 negres alfil · d8 negres dama · e8 negres rei · f8 negres alfil · g8 negres cavall · h8 negres torre · a7 negres peó · b7 negres peó · c7 negres peó · g7 negres peó · h7 negres peó · d6 negres peó · e5 negres peó · f5 negres peó · d4 blanques peó · e4 blanques peó · f3 blanques cavall · a2 blanques peó · b2 blanques peó · c2 blanques peó · f2 blanques peó · g2 blanques peó · h2 blanques peó · a1 blanques torre · b1 blanques cavall · c1 blanques alfil · d1 blanques dama · e1 blanques rei · f1 blanques alfil · h1 blanques torre | a8 negres torre · b8 negres cavall · c8 negres alfil · d8 negres dama · e8 negres rei · f8 negres alfil · g8 negres cavall · h8 negres torre · a7 negres peó · b7 negres peó · c7 negres peó · g7 negres peó · h7 negres peó · d6 negres peó · e5 negres peó · f5 negres peó · d4 blanques peó · e4 blanques peó · f3 blanques cavall · a2 blanques peó · b2 blanques peó · c2 blanques peó · f2 blanques peó · g2 blanques peó · h2 blanques peó · a1 blanques torre · b1 blanques cavall · c1 blanques alfil · d1 blanques dama · e1 blanques rei · f1 blanques alfil · h1 blanques torre | a8 negres torre · b8 negres cavall · c8 negres alfil · d8 negres dama · e8 negres rei · f8 negres alfil · g8 negres cavall · h8 negres torre · a7 negres peó · b7 negres peó · c7 negres peó · g7 negres peó · h7 negres peó · d6 negres peó · e5 negres peó · f5 negres peó · d4 blanques peó · e4 blanques peó · f3 blanques cavall · a2 blanques peó · b2 blanques peó · c2 blanques peó · f2 blanques peó · g2 blanques peó · h2 blanques peó · a1 blanques torre · b1 blanques cavall · c1 blanques alfil · d1 blanques dama · e1 blanques rei · f1 blanques alfil · h1 blanques torre | a8 negres torre · b8 negres cavall · c8 negres alfil · d8 negres dama · e8 negres rei · f8 negres alfil · g8 negres cavall · h8 negres torre · a7 negres peó · b7 negres peó · c7 negres peó · g7 negres peó · h7 negres peó · d6 negres peó · e5 negres peó · f5 negres peó · d4 blanques peó · e4 blanques peó · f3 blanques cavall · a2 blanques peó · b2 blanques peó · c2 blanques peó · f2 blanques peó · g2 blanques peó · h2 blanques peó · a1 blanques torre · b1 blanques cavall · c1 blanques alfil · d1 blanques dama · e1 blanques rei · f1 blanques alfil · h1 blanques torre | a8 negres torre · b8 negres cavall · c8 negres alfil · d8 negres dama · e8 negres rei · f8 negres alfil · g8 negres cavall · h8 negres torre · a7 negres peó · b7 negres peó · c7 negres peó · g7 negres peó · h7 negres peó · d6 negres peó · e5 negres peó · f5 negres peó · d4 blanques peó · e4 blanques peó · f3 blanques cavall · a2 blanques peó · b2 blanques peó · c2 blanques peó · f2 blanques peó · g2 blanques peó · h2 blanques peó · a1 blanques torre · b1 blanques cavall · c1 blanques alfil · d1 blanques dama · e1 blanques rei · f1 blanques alfil · h1 blanques torre | a8 negres torre · b8 negres cavall · c8 negres alfil · d8 negres dama · e8 negres rei · f8 negres alfil · g8 negres cavall · h8 negres torre · a7 negres peó · b7 negres peó · c7 negres peó · g7 negres peó · h7 negres peó · d6 negres peó · e5 negres peó · f5 negres peó · d4 blanques peó · e4 blanques peó · f3 blanques cavall · a2 blanques peó · b2 blanques peó · c2 blanques peó · f2 blanques peó · g2 blanques peó · h2 blanques peó · a1 blanques torre · b1 blanques cavall · c1 blanques alfil · d1 blanques dama · e1 blanques rei · f1 blanques alfil · h1 blanques torre | a8 negres torre · b8 negres cavall · c8 negres alfil · d8 negres dama · e8 negres rei · f8 negres alfil · g8 negres cavall · h8 negres torre · a7 negres peó · b7 negres peó · c7 negres peó · g7 negres peó · h7 negres peó · d6 negres peó · e5 negres peó · f5 negres peó · d4 blanques peó · e4 blanques peó · f3 blanques cavall · a2 blanques peó · b2 blanques peó · c2 blanques peó · f2 blanques peó · g2 blanques peó · h2 blanques peó · a1 blanques torre · b1 blanques cavall · c1 blanques alfil · d1 blanques dama · e1 blanques rei · f1 blanques alfil · h1 blanques torre | 2 |
| 1 | a8 negres torre · b8 negres cavall · c8 negres alfil · d8 negres dama · e8 negres rei · f8 negres alfil · g8 negres cavall · h8 negres torre · a7 negres peó · b7 negres peó · c7 negres peó · g7 negres peó · h7 negres peó · d6 negres peó · e5 negres peó · f5 negres peó · d4 blanques peó · e4 blanques peó · f3 blanques cavall · a2 blanques peó · b2 blanques peó · c2 blanques peó · f2 blanques peó · g2 blanques peó · h2 blanques peó · a1 blanques torre · b1 blanques cavall · c1 blanques alfil · d1 blanques dama · e1 blanques rei · f1 blanques alfil · h1 blanques torre | a8 negres torre · b8 negres cavall · c8 negres alfil · d8 negres dama · e8 negres rei · f8 negres alfil · g8 negres cavall · h8 negres torre · a7 negres peó · b7 negres peó · c7 negres peó · g7 negres peó · h7 negres peó · d6 negres peó · e5 negres peó · f5 negres peó · d4 blanques peó · e4 blanques peó · f3 blanques cavall · a2 blanques peó · b2 blanques peó · c2 blanques peó · f2 blanques peó · g2 blanques peó · h2 blanques peó · a1 blanques torre · b1 blanques cavall · c1 blanques alfil · d1 blanques dama · e1 blanques rei · f1 blanques alfil · h1 blanques torre | a8 negres torre · b8 negres cavall · c8 negres alfil · d8 negres dama · e8 negres rei · f8 negres alfil · g8 negres cavall · h8 negres torre · a7 negres peó · b7 negres peó · c7 negres peó · g7 negres peó · h7 negres peó · d6 negres peó · e5 negres peó · f5 negres peó · d4 blanques peó · e4 blanques peó · f3 blanques cavall · a2 blanques peó · b2 blanques peó · c2 blanques peó · f2 blanques peó · g2 blanques peó · h2 blanques peó · a1 blanques torre · b1 blanques cavall · c1 blanques alfil · d1 blanques dama · e1 blanques rei · f1 blanques alfil · h1 blanques torre | a8 negres torre · b8 negres cavall · c8 negres alfil · d8 negres dama · e8 negres rei · f8 negres alfil · g8 negres cavall · h8 negres torre · a7 negres peó · b7 negres peó · c7 negres peó · g7 negres peó · h7 negres peó · d6 negres peó · e5 negres peó · f5 negres peó · d4 blanques peó · e4 blanques peó · f3 blanques cavall · a2 blanques peó · b2 blanques peó · c2 blanques peó · f2 blanques peó · g2 blanques peó · h2 blanques peó · a1 blanques torre · b1 blanques cavall · c1 blanques alfil · d1 blanques dama · e1 blanques rei · f1 blanques alfil · h1 blanques torre | a8 negres torre · b8 negres cavall · c8 negres alfil · d8 negres dama · e8 negres rei · f8 negres alfil · g8 negres cavall · h8 negres torre · a7 negres peó · b7 negres peó · c7 negres peó · g7 negres peó · h7 negres peó · d6 negres peó · e5 negres peó · f5 negres peó · d4 blanques peó · e4 blanques peó · f3 blanques cavall · a2 blanques peó · b2 blanques peó · c2 blanques peó · f2 blanques peó · g2 blanques peó · h2 blanques peó · a1 blanques torre · b1 blanques cavall · c1 blanques alfil · d1 blanques dama · e1 blanques rei · f1 blanques alfil · h1 blanques torre | a8 negres torre · b8 negres cavall · c8 negres alfil · d8 negres dama · e8 negres rei · f8 negres alfil · g8 negres cavall · h8 negres torre · a7 negres peó · b7 negres peó · c7 negres peó · g7 negres peó · h7 negres peó · d6 negres peó · e5 negres peó · f5 negres peó · d4 blanques peó · e4 blanques peó · f3 blanques cavall · a2 blanques peó · b2 blanques peó · c2 blanques peó · f2 blanques peó · g2 blanques peó · h2 blanques peó · a1 blanques torre · b1 blanques cavall · c1 blanques alfil · d1 blanques dama · e1 blanques rei · f1 blanques alfil · h1 blanques torre | a8 negres torre · b8 negres cavall · c8 negres alfil · d8 negres dama · e8 negres rei · f8 negres alfil · g8 negres cavall · h8 negres torre · a7 negres peó · b7 negres peó · c7 negres peó · g7 negres peó · h7 negres peó · d6 negres peó · e5 negres peó · f5 negres peó · d4 blanques peó · e4 blanques peó · f3 blanques cavall · a2 blanques peó · b2 blanques peó · c2 blanques peó · f2 blanques peó · g2 blanques peó · h2 blanques peó · a1 blanques torre · b1 blanques cavall · c1 blanques alfil · d1 blanques dama · e1 blanques rei · f1 blanques alfil · h1 blanques torre | a8 negres torre · b8 negres cavall · c8 negres alfil · d8 negres dama · e8 negres rei · f8 negres alfil · g8 negres cavall · h8 negres torre · a7 negres peó · b7 negres peó · c7 negres peó · g7 negres peó · h7 negres peó · d6 negres peó · e5 negres peó · f5 negres peó · d4 blanques peó · e4 blanques peó · f3 blanques cavall · a2 blanques peó · b2 blanques peó · c2 blanques peó · f2 blanques peó · g2 blanques peó · h2 blanques peó · a1 blanques torre · b1 blanques cavall · c1 blanques alfil · d1 blanques dama · e1 blanques rei · f1 blanques alfil · h1 blanques torre | 1 |
|   | a | b | c | d | e | f | g | h |   |

Una aproximació més agressiva per les negres després de 3.d4 és 3... f5!?, actualment anomenat el gambit Philidor, un moviment que va recomanar el mateix Philidor. Segons Philidor, el moviment 3...f5 també es pot fer després de 3.Ac4, que podria conduir a posicions úniques després de 3.Ac4 f5 4.d3 c6, possiblement seguit de f5–f4, b7–b5, a7–a5, i fins i tot g7–g5 i h7–h5, quan tots els peons de les negres s'haurien mogut abans que qualsevol peça.
Al segle xix, 3...f5 també va ser jugada per Paul Morphy. El moviment pot dur a posicions més obertes que les altres línies, però es considera dubtós. D'altres, nogensmenys, mantenen que 3...f5 és una idea vàlida. El GM Tony Kosten tracta el moviment amb respecte a la seva monografia sobre l'obertura. El moviment també va ser jugat per David Bronstein i Teimur Radjàbov.
Les principals alternatives després de 3.d4 f5 són:
- 4. Ac4 després de la qual les negres haurien de contestar 4... exd4
- 4. Cc3 també cal respondre-la amb 4... exd4[15]
- 4. dxe5 força les negres a entrar en variants complicades amb 4... fxe4
- 4. exf5 e4

Totes aquestes línies duen, amb joc correcte, a un petit avantatge per les blanques.

### 3...Ag4?!
Inferior és 3... Ag4?!, a causa de 4. dxe5 Axf3 (alternativament, les negres poden entregar un peó amb 4...Cd7?!, el conegut com a gambit del Duc de Brunswick) 5. Dxf3 dxe5 6. Ac4 que dona a les blanques l'avantatge de la parella d'alfils en una posició oberta. (Ara la "natural" 6...Cf6? permet que les blanques guanyin un peó amb 7.Db3. Així es va jugar a la famosa partida de l'òpera, quan Paul Morphy amb blanques va refusar de guanyar el peó per conservar una forta iniciativa després de 7...De7 8.Cc3.)

## La línia amb 3.Ac4
Un intent alternatiu per les blanques és jugar 3. Ac4, i endarrerir d2–d4, o deixar-lo definitivament de banda per fer d2–d3.
3.Ac4 és també una via per les blanques per intentar el parany de Légal.
3...Cc6 fa sorgir la defensa París.